# Beddomeia turnerae
Beddomeia turnerae é uma espécie de gastrópode  da família Hydrobiidae.
É endémica da Austrália.